# 新興鉄道
新興鉄道（しんこうてつどう）は、日本統治時代の朝鮮半島に存在した鉄道会社。
日窒コンツェルンによって主導された興南コンビナート並びに長津江・赴戦江の水源・電力開発に於ける物資輸送を目的として設立され、日本窒素肥料の直系子会社の一つだった。なお、現在の内容については新興線・長津線・西湖線の項目を参照。

## 年表
- 1923年6月7日 - 朝鮮森林鉄道会社の鉄道線として万歳橋〜五老間が開業。[1]
- 1923年8月25日 - 同社によって咸興〜万歳橋、五老〜長豊間が開業。[2]
- 1926年10月1日 - 朝鮮鉄道の咸南線のうち豊上〜西新興、五老〜上通間が開業。[3]
- 1928年2月1日 - 咸南線のうち咸南新興〜咸南松興間が開業。[4]
- 1930年2月1日 - 新興鉄道は朝鮮鉄道の咸南線のうち咸南新興〜咸南松興間を引受。[5]
- 1932年1月15日 - 下松興〜咸南松興間が開業。既存の咸南松興駅を下松興駅へ改称。[6]
- 1933年9月10日 - 咸南松興〜赴戦湖畔間が開業。
- 1934年5月1日 - 西咸興〜天機里間が開業。（現在の西湖線の一部）
- 1934年9月1日 - 長津線上通〜三巨間が開業。
- 1934年11月1日 - 長津線三巨〜旧津間が開業。[7]
- 1935年7月15日 - 長津線新垈〜旧津間を廃止。[8]
- 1935年9月5日 - 長津線泗水〜新垈間を廃止。[9]
- 1936年3月5日 - 天機里〜内湖間が開業。
- 1936年12月15日 - 内湖〜西湖里（西湖津）間が開業。
- 1938年4月22日 - 朝鮮鉄道の咸南線を全部引受。[10]

## 路線
1945年（昭和20年）7月時点
- 長津線
- 松興線
- 興南線

## 参考資料
1. ↑  朝鮮総督府官報 大正第3251号、1923年6月13日
2. ↑  朝鮮総督府官報 大正第3320号、1923年9月4日
3. ↑  朝鮮総督府官報 大正第4244号、1926年10月13日
4. ↑  朝鮮総督府官報 昭和第354号、1928年3月7日
5. ↑  朝鮮総督府官報 昭和第930号、1930年2月10日
6. ↑  朝鮮総督府官報 昭和第1510号、1932年1月22日
7. ↑  朝鮮総督府官報 昭和第2348号、1934年11月7日
8. ↑  朝鮮総督府官報 昭和第2557号、1935年7月22日
9. ↑  朝鮮総督府官報 昭和第2595号、1935年9月4日
10. ↑  朝鮮総督府官報 昭和第3385号、1938年5月3日

- 国分隼人（2007年）. 『将軍様の鉄道 北朝鮮鉄道事情』, 新潮社. ISBN 9784103037316
- 鉄道省 編（1937年）, 「鉄道停車場一覧 昭和12年10月1日現在」, 川口印刷所出版部. p516~517